# World Team Cup 2001
La World Team Cup 2001 est la 24e édition de l'épreuve. Huit pays participent à la phase finale. Le tournoi, qui commence le 21 mai 2001 au Rochusclub, se déroule à Düsseldorf, en Allemagne .

## Faits marquants
- l'Australie remporte sa 3e World Team Cup (et dernière) face à la Russie, qui échoue pour la 2e fois (consécutive) en finale.

## Matchs de poule
L'équipe en tête de chaque poule se voit qualifiée pour la finale.

### Groupe Bleu
| France - Sébastien Grosjean - Arnaud Clément | Russie - Ievgueni Kafelnikov - Marat Safin | États-Unis - Jan-Michael Gambill - Andy Roddick - Pete Sampras | Argentine - Franco Squillari - Mariano Puerta - Lucas Arnold Ker - Martín García |

#### Classements
| #   | Équipe victorieuse | Adversaire | Score |
| 1er | France             | Russie     | 3 - 0 |
| 2e  | États-Unis         | Argentine  | 2 - 1 |
| 3e  | Russie             | États-Unis | 3 - 0 |
| 4e  | Argentine          | France     | 2 - 1 |
| 5e  | États-Unis         | France     | 2 - 1 |
| 6e  | Russie             | Argentine  | 3 - 0 |

| #   | Pays       | Points | Matchs | Sets   |
| --- | ---------- | ------ | ------ | ------ |
| 1re | Russie     | 2 - 1  | 6 - 3  | 13 - 9 |
| 2e  | États-Unis | 2 - 1  | 4 - 5  | 9 - 12 |
| 3e  | Argentine  | 1 - 2  | 3 - 6  | 9 - 13 |
| 4e  | France     | 1 - 2  | 5 - 4  | 12 -9  |

#### Matchs détaillés
|  | Équipe 1 | Score | Équipe 2 |  |
|  | France   | 3 – 0 | Russie   |  |

| Ordre des matchs | Joueurs                             | Points au premier set | Points au second set | Points au troisième set |
| ---------------- | ----------------------------------- | --------------------- | -------------------- | ----------------------- |
| 1                | Sébastien Grosjean                  | 7                     | 6                    |                         |
| 1                | Marat Safin                         | 6                     | 3                    |                         |
|                  |                                     |                       |                      |                         |
| 2                | Arnaud Clément                      | 6                     | 6                    |                         |
| 2                | Ievgueni Kafelnikov                 | 3                     | 0                    |                         |
|                  |                                     |                       |                      |                         |
| 3 (sans enjeu)   | Arnaud Clément - Sébastien Grosjean | 2                     | 6                    | 6                       |
| 3 (sans enjeu)   | Ievgueni Kafelnikov - Marat Safin   | 6                     | 4                    | 3                       |

|  | Équipe 1   | Score | Équipe 2  |  |
|  | États-Unis | 2 – 1 | Argentine |  |

| Ordre des matchs | Joueurs                            | Points au premier set | Points au second set | Points au troisième set |
| ---------------- | ---------------------------------- | --------------------- | -------------------- | ----------------------- |
| 1                | Pete Sampras                       | 4                     | 6                    | 7                       |
| 1                | Franco Squillari                   | 6                     | 3                    | 61                      |
|                  |                                    |                       |                      |                         |
| 2                | Jan-Michael Gambill                | 62                    | 4                    |                         |
| 2                | Mariano Puerta                     | 7                     | 5                    |                         |
|                  |                                    |                       |                      |                         |
| 3                | Jan-Michael Gambill - Andy Roddick | 6                     | 6                    |                         |
| 3                | Lucas Arnold Ker - Martín García   | 3                     | 4                    |                         |

|  | Équipe 1 | Score | Équipe 2   |  |
|  | Russie   | 3 – 0 | États-Unis |  |

| Ordre des matchs | Joueurs                            | Points au premier set | Points au second set | Points au troisième set |
| ---------------- | ---------------------------------- | --------------------- | -------------------- | ----------------------- |
| 1                | Marat Safin                        | 7                     | 7                    |                         |
| 1                | Pete Sampras                       | 60                    | 5                    |                         |
|                  |                                    |                       |                      |                         |
| 2                | Ievgueni Kafelnikov                | 6                     | 5                    | 6                       |
| 2                | Jan-Michael Gambill                | 4                     | 7                    | 2                       |
|                  |                                    |                       |                      |                         |
| 3 (sans enjeu)   | Ievgueni Kafelnikov - Marat Safin  | 7                     | 7                    |                         |
| 3 (sans enjeu)   | Jan-Michael Gambill - Andy Roddick | 63                    | 65                   |                         |

|  | Équipe 1  | Score | Équipe 2 |  |
|  | Argentine | 2 – 1 | France   |  |

| Ordre des matchs | Joueurs                             | Points au premier set | Points au second set | Points au troisième set |
| ---------------- | ----------------------------------- | --------------------- | -------------------- | ----------------------- |
| 1                | Mariano Puerta                      | 6                     | 6                    |                         |
| 1                | Arnaud Clement                      | 3                     | 1                    |                         |
|                  |                                     |                       |                      |                         |
| 2                | Franco Squillari                    | 1                     | 5                    |                         |
| 2                | Sébastien Grosjean                  | 6                     | 7                    |                         |
|                  |                                     |                       |                      |                         |
| 3                | Lucas Arnold Ker - Martín García    | 6                     | 0                    | 6                       |
| 3                | Arnaud Clément - Sébastien Grosjean | 4                     | 6                    | 3                       |

|  | Équipe 1   | Score | Équipe 2 |  |
|  | États-Unis | 2 – 1 | France   |  |

| Ordre des matchs | Joueurs                             | Points au premier set | Points au second set | Points au troisième set |
| ---------------- | ----------------------------------- | --------------------- | -------------------- | ----------------------- |
| 1                | Pete Sampras                        | 6                     | 3                    | 6                       |
| 1                | Sébastien Grosjean                  | 3                     | 6                    | 3                       |
|                  |                                     |                       |                      |                         |
| 2                | Jan-Michael Gambill                 | 62                    | 3                    |                         |
| 2                | Arnaud Clément                      | 7                     | 6                    |                         |
|                  |                                     |                       |                      |                         |
| 3                | Jan-Michael Gambill - Andy Roddick  | 6                     | 6                    |                         |
| 3                | Arnaud Clément - Sébastien Grosjean | 2                     | 1                    |                         |

|  | Équipe 1 | Score | Équipe 2  |  |
|  | Russie   | 3 – 0 | Argentine |  |

| Ordre des matchs | Joueurs                           | Points au premier set | Points au second set | Points au troisième set |
| ---------------- | --------------------------------- | --------------------- | -------------------- | ----------------------- |
| 1                | Marat Safin                       | 7                     | 6                    |                         |
| 1                | Franco Squillari                  | 6                     | 4                    |                         |
|                  |                                   |                       |                      |                         |
| 2                | Ievgueni Kafelnikov               | 2                     | 7                    | 6                       |
| 2                | Mariano Puerta                    | 6                     | 5                    | 2                       |
|                  |                                   |                       |                      |                         |
| 3 (sans enjeu)   | Ievgueni Kafelnikov - Marat Safin | 2                     | 6                    | 7                       |
| 3 (sans enjeu)   | Lucas Arnold Ker - Martín García  | 6                     | 4                    | 5                       |

### Groupe Rouge
| Australie - Patrick Rafter - Scott Draper - Wayne Arthurs - Lleyton Hewitt | Espagne - Àlex Corretja - Joan Balcells - Álex López Morón | Suède - Magnus Norman - Thomas Enqvist - Jonas Björkman - Nicklas Kulti | Allemagne - Nicolas Kiefer - Tommy Haas - David Prinosil |

#### Classements
| #   | Équipe victorieuse | Adversaire | Score |
| 1er | Australie          | Espagne    | 2 - 1 |
| 2e  | Allemagne          | Suède      | 2 - 1 |
| 3e  | Australie          | Suède      | 3 - 0 |
| 4e  | Espagne            | Allemagne  | 2 - 1 |
| 5e  | Allemagne          | Australie  | 2 - 1 |
| 6e  | Espagne            | Suède      | 2 - 1 |

| #   | Pays      | Points | Matchs | Sets    |
| --- | --------- | ------ | ------ | ------- |
| 1re | Australie | 2 - 1  | 6 - 3  | 15 - 7  |
| 2e  | Allemagne | 2 - 1  | 5 - 4  | 10 - 11 |
| 3e  | Espagne   | 2 - 1  | 5 - 4  | 12 - 9  |
| 4e  | Suède     | 0 - 3  | 2 - 7  | 5 - 15  |

#### Matchs détaillés
|  | Équipe 1  | Score | Équipe 2 |  |
|  | Australie | 2 – 1 | Espagne  |  |

| Ordre des matchs | Joueurs                         | Points au premier set | Points au second set | Points au troisième set |
| ---------------- | ------------------------------- | --------------------- | -------------------- | ----------------------- |
| 1                | Patrick Rafter                  | 6                     | 6                    |                         |
| 1                | Joan Balcells                   | 3                     | 2                    |                         |
|                  |                                 |                       |                      |                         |
| 2                | Lleyton Hewitt                  | 6                     | 2                    | 3                       |
| 2                | Àlex Corretja                   | 3                     | 6                    | 6                       |
|                  |                                 |                       |                      |                         |
| 3                | Lleyton Hewitt - Patrick Rafter | 6                     | 0                    | 6                       |
| 3                | Joan Balcells - Àlex Corretja   | 4                     | 6                    | 3                       |

|  | Équipe 1  | Score | Équipe 2 |  |
|  | Allemagne | 2 – 1 | Suède    |  |

| Ordre des matchs | Joueurs                        | Points au premier set | Points au second set | Points au troisième set |
| ---------------- | ------------------------------ | --------------------- | -------------------- | ----------------------- |
| 1                | Tommy Haas                     | 63                    | 7                    | 6                       |
| 1                | Magnus Norman                  | 7                     | 63                   | 4                       |
|                  |                                |                       |                      |                         |
| 2                | Nicolas Kiefer                 | 2                     | 3                    |                         |
| 2                | Thomas Enqvist                 | 6                     | 6                    |                         |
|                  |                                |                       |                      |                         |
| 3                | Tommy Haas - David Prinosil    | 6                     | 6                    |                         |
| 3                | Jonas Björkman - Nicklas Kulti | 4                     | 3                    |                         |

|  | Équipe 1  | Score | Équipe 2 |  |
|  | Australie | 3 – 0 | Suède    |  |

| Ordre des matchs | Joueurs                         | Points au premier set | Points au second set | Points au troisième set |
| ---------------- | ------------------------------- | --------------------- | -------------------- | ----------------------- |
| 1                | Patrick Rafter                  | 6                     | 6                    |                         |
| 1                | Thomas Enqvist                  | 3                     | 3                    |                         |
|                  |                                 |                       |                      |                         |
| 2                | Lleyton Hewitt                  | 6                     | 6                    |                         |
| 2                | Magnus Norman                   | 1                     | 2                    |                         |
|                  |                                 |                       |                      |                         |
| 3 (sans enjeu)   | Wayne Arthurs - Scott Draper    | 7                     | 7                    |                         |
| 3 (sans enjeu)   | Thomas Enqvist - Mariano Puerta | 5                     | 5                    |                         |

|  | Équipe 1 | Score | Équipe 2  |  |
|  | Espagne  | 2 – 1 | Allemagne |  |

| Ordre des matchs | Joueurs                       | Points au premier set | Points au second set | Points au troisième set |
| ---------------- | ----------------------------- | --------------------- | -------------------- | ----------------------- |
| 1                | Àlex Corretja                 | 6                     | 6                    |                         |
| 1                | Tommy Haas                    | 3                     | 3                    |                         |
|                  |                               |                       |                      |                         |
| 2                | Joan Balcells                 | 6                     | 6                    |                         |
| 2                | Nicolas Kiefer                | 4                     | 2                    |                         |
|                  |                               |                       |                      |                         |
| 3 (sans enjeu)   | Joan Balcells - Àlex Corretja | 3                     | 2                    |                         |
| 3 (sans enjeu)   | Tommy Haas - David Prinosil   | 6                     | 6                    |                         |

|  | Équipe 1  | Score | Équipe 2  |  |
|  | Allemagne | 2 – 1 | Australie |  |

| Ordre des matchs | Joueurs                      | Points au premier set | Points au second set | Points au troisième set |
| ---------------- | ---------------------------- | --------------------- | -------------------- | ----------------------- |
| 1                | Nicolas Kiefer               | 1                     | 6                    | 6                       |
| 1                | Patrick Rafter               | 6                     | 2                    | 4                       |
|                  |                              |                       |                      |                         |
| 2                | Tommy Haas                   | 7                     | 3                    | 6                       |
| 2                | Lleyton Hewitt               | 65                    | 6                    | 3                       |
|                  |                              |                       |                      |                         |
| 3 (sans enjeu)   | Tommy Haas - David Prinosil  | 3                     | 2                    |                         |
| 3 (sans enjeu)   | Wayne Arthurs - Scott Draper | 6                     | 6                    |                         |

|  | Équipe 1 | Score | Équipe 2 |  |
|  | Espagne  | 2 – 1 | Suède    |  |

| Ordre des matchs | Joueurs                          | Points au premier set | Points au second set | Points au troisième set |
| ---------------- | -------------------------------- | --------------------- | -------------------- | ----------------------- |
| 1                | Joan Balcells                    | 6                     | 64                   | 4                       |
| 1                | Thomas Enqvist                   | 4                     | 7                    | 6                       |
|                  |                                  |                       |                      |                         |
| 2                | Àlex Corretja                    | 6                     | 6                    |                         |
| 2                | Magnus Norman                    | 0                     | 4                    |                         |
|                  |                                  |                       |                      |                         |
| 3                | Àlex Corretja - Álex López Morón | 6                     | 6                    |                         |
| 3                | Jonas Björkman - Nicklas Kulti   | 3                     | 3                    |                         |

## Finale
La finale de la World Team Cup 2001 se joue entre l'Australie et la Russie.
|  | Équipe 1  | Score | Équipe 2 |  |
|  | Australie | 2 – 1 | Russie   |  |